# 왕위안루

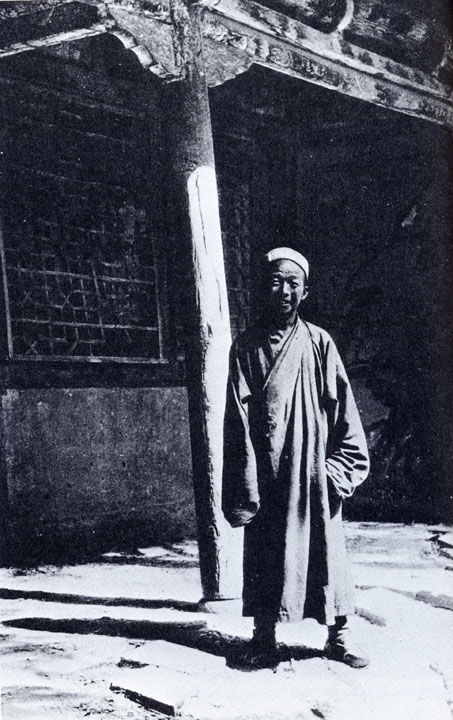
태청궁 도사 왕위안루

왕위안루(왕원록, 1851년~1931년, 王圓籙, Wang Yuanlu)는 20세기 초반 청나라 말기의 후베이성 마청 시 사람으로 둔황에 있는 막고굴을 지키던 태청궁의 도사였다. 1900년 6월 22일 그는 둔황의 장경동 비고에 숨겨진 서적을 발견하였다.

## 개요
1900년 6월 22일 막고굴에 거주하던 태청궁 도사 왕위안루는 막고굴을 보호하기 위해 기금을 조성하여 대규모의 청소를 단행하였다. 그 날 그의 조수 양은 담뱃대로 제 16동(임의로 붙인 굴의 번호) 벽을 두르리다가 공명음이 되돌아 오는 것을 듣고 도사들의 수장에게 보고를 한다. 그 날 자정이 넘어 북쪽 복도의 벽을 깨고, 내부를 조사하다가 엄청난 분량의 서적과 그림 등을 발견하게 되었다. 내부는 각각 너비가 2.6m에 이러렀고, 높이 3m의 사각형 별실로 17동(장경동)이라고 이름을 붙였다. 그곳에서는 4세기에서 11세에 이르는 11 왕조의 유물이 있었고, 특히 16국 북송의 문화 유적들이 5만 점 이상 발견되었다. 전 왕조의 역사서와 서화, 그리고 비단위에 그린 그림과 자수 등의 유물을 발견하게 되었다.
이 유적을 발견한 후 왕위안루는 청조에서 파견한 지방관 엄택(嚴澤)에게 두 점의 서화를 증거로 가지고 가서, 즉각 보고를 했지만, 어수선한 청조 말기의 상황에서 지방관은 별 관심을 보이지 않았다. 삼 년 후 둔황에 새로운 지방관으로 발령을 받은 현령 왕종한(汪宗翰)은 서예에 막대한 관심을 가진 사람이었다. 왕위안루는 그가 장경동에 좀 더 관심을 가져 주길 바랬으나 장경동을 방문한 후 몇 점의 서화만 가져가고 장경동을 잘 지키라는 말만 했을 뿐 그 이상의 관심을 보이지 않았다. 그러나 왕위안루는 포기하지 않고, 800리나 떨어져 있는 쑤저우(肅州, 현재 간쑤성의 주취안)까지 여행을 하여, 준비한 두 점의 유물을 보였다. 그곳의 관리는 학자였지만, 그 유물을 가치를 제대로 알아보지 못했을 뿐만 아니라 장경동의 보존에 대해서도 관심을 보이지 않았다. 몇 년 후 지방의 교육관이었던 섭창치(葉昌熾)는 장경동에 대한 소문을 듣고, 지방관 왕종한이 가져간 유물을 그의 저서 유시(語石)에 소개를 하였다. 1904년 지방 정부는 둔황에 장경동 유물을 보존하라고 명령을 하였지만, 근본적인 조치가 아니라 책임만 지우는 명령에 불과했다.
따라서 스타인과 펠리오가 1907년과 1908년에 각각 방문하였을 때는 왕위안루를 비교적 쉽게 설득할 수 있는 상태였다. 결국 유물들은 유럽의 학자들에게 모두 팔렸고, 유물들은 곧 어마어마하게 회자되었다.

## 같이 보기
- 막고굴
- 폴 펠리오
- 오렐 스타인